# Wilhelm Bergewing

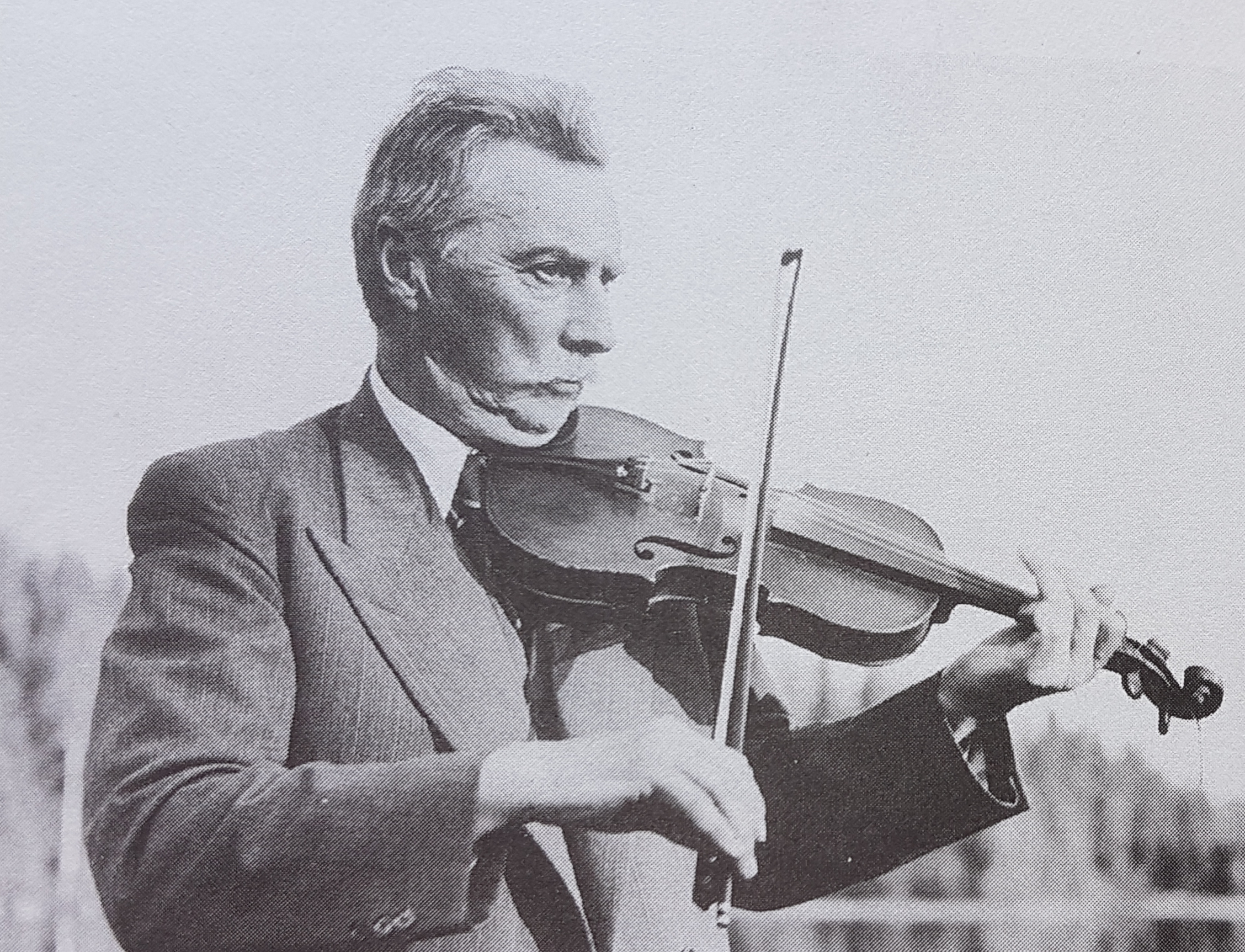
Wilhelm Bergewing

Wilhelm Bergewing, ursprungligen Eriksson, född 14 maj 1877 på Kvarntorps gård i Karlskoga, död 21 augusti 1961 i Loka, var en svensk målare, teckningslärare och spelman.
Bergewing var son till bergsmannen Erik Larsson och Karolina Andersson och från 1910 gift med Anna Eriksson. 
Han studerade vid Tekniska skolan i Stockholm 1896, Konstakademin 1897-1902, samt privata djurstudier för professor Olof Arborelius. Efter studierna lät han uppföra en ateljé vid föräldrahemmet i Spjutberg, Karlskoga. Han köpte senare en tomt på södra sluttningen av Rävåsen, på vilken han lät uppföra villan Borgåsa, vars övervåning var inredd till ateljé. Han har haft separatutställningar i Stockholm 1931 Örebro 1928 och 1936, Karlskoga 1932, 1933, 1936 och 1946, Falun 1941 samt Oslo 1936. Han medverkade i ett flertal samlingsutställningar bland annat tillsammans med Gösta Bjelkebo. 
Bergewing var 1906–1918 teckningslärare vid Karlskoga kommunala mellanskola och Karlskoga Praktiska skola. Han var även konservator. Den biologiska gruppen Vårmorgon vid Tåkern, som han tillsammans med konservator J. Muhrman utförde och exponerade på en utställning i Skänninge 1920, belönades med 1:sta pris, hederspris och guldmedalj. Han var också en duktig folkmusiker och spelade både fiol och piano. På eget förlag gav han ut häftet Folk-låtar från Karlskoga-Bergslag 1918, som innehöll 60 danslåtar.
Hans konst består av ett skickligt återgivande av djurens anatomi, färger och linjespel samt landskapsmiljöer och porträtt. Han illustrerade Allan Petres bok Jakt och villebråd 1947. Han utförde även väggmålningar i en privatägd fastighet i Karlskoga.   
Bergewing är representerad i Karlskoga Hembygdsgård med ett porträtt av riksspelmannen Erik Öst.